# Яковлево (Сєверний район)
Я́ковлево (рос. Яковлево) — село у складі Сєверного району Оренбурзької області, Росія.

## Населення
Населення — 183 особи (2010; 288 у 2002).
Національний склад (станом на 2002 рік):
- росіяни — 67 %